# Ribes de Freser

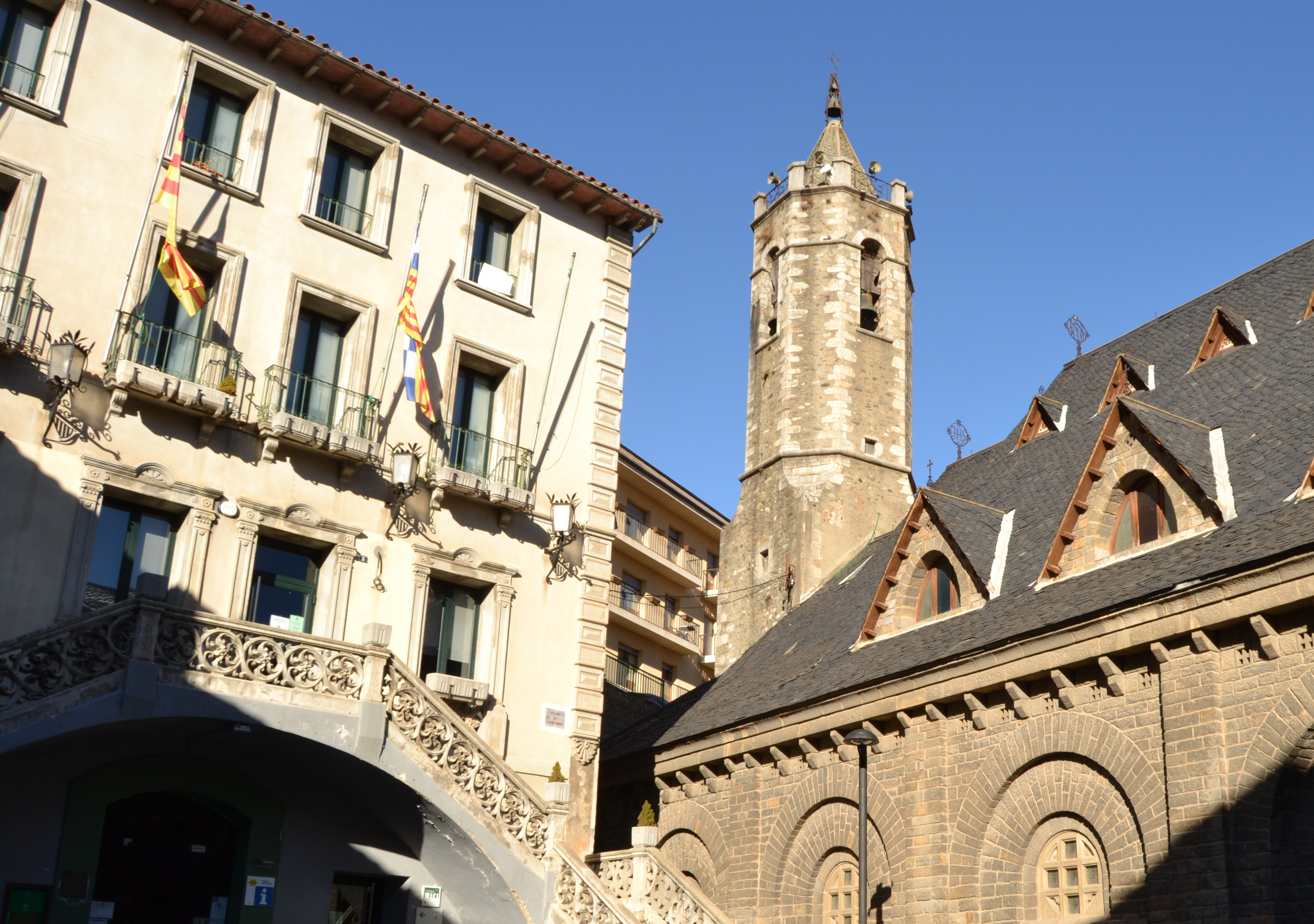
Ribes de Freser

Ribes de Freser è un comune spagnolo di 2 033 abitanti situato nella comunità autonoma della Catalogna.